# Metafor
Se gränssnittsmetafor för motsvarande begrepp i datorers gränssnitt.
Metaforen är ett bildligt uttryckssätt där ett begrepp tillfälligt byts ut mot ett begrepp som liknar det ursprungliga begreppet.

## Sammanhang och funktion
Likheten mellan begrepp som används är beroende av sammanhanget och metaforer fungerar därför endast då lyssnaren har tillgång till sammanhanget. Ordet metafor kommer från grekiskans metapherein där meta betyder "över" och pherein betyder "att bära". Översättningen blir då "överföring". Man säger också att en metafor bör gå över till ett likartat ting på begripliga grunder. Det ska inte ske på ett planlöst eller ivrigt sätt, inte heller till något alldeles olikartat. Metaforen är en av retorikens fyra huvudtroper och kan bestå av ett eller flera ord.
En av metaforens viktigaste funktioner är att den främjar språkets nyskapande och spelar en roll för tänkande och begreppsbildning. Metaforer vidgar språkets uttryckssregister. Uttryck som exempelvis ”stolens rygg” och ”bergets fot” är från början metaforer, men har inkorporerats i språket till den grad att de längre inte ses som metaforer. Dessa kan betecknas som döda, stelnade eller historiska metaforer, men kallas också för dolda. De ingår i språkets lexikon och är alltså lexikaliserade.
De dolda metaforernas motsats är öppna metaforer. De är synliga som en bild eller liknelse: ”Smärtan vrålade inom henne”. I dessa öppna metaforer finns en tydlig skillnad mellan bildled och sakled, som skapar en dialog mellan dem.

## Besläktade stilfigurer
Metaforen är besläktad med andra stilfigurer så som katakresen, allegorin och liknelsen.

### Exempel
Metaforen skiljer sig från liknelsen på så vis att den enbart består av en bild och det som bilden betecknar, utan något jämförelseled (till exempel ordet "som"). I liknelser finns alltså både sakledet och bildledet utsatta.
”Livet är (som) en sjöresa.”
Om liknelsen utvidgas så att bildledet blir en berättelse får vi en allegori, som alltså är en förlängd metafor där man säger ett men menar något annat.
”Vårt liv rör sig mot ett fjärran mål genom storm och stiltje. För att hålla det på rätt kurs krävs ett fast grepp om rorkulten”.
I den rena metaforen (bilden) finns bara bildledet utsatt.
”Livets höst”.
Sakledet får vi själva sluta oss till genom sammanhanget.

### Relaterade topiker
Man kan relatera metaforen till olika topiker (topos) inom retoriken. En av dem är jämförelse: Då en metafor är baserad på en underförstådd jämförelse, är den därför närmast besläktad med den topiken. Ett annat exempel är likhet/skillnad: Genom denna topik är det vanligt att man argumenterar genom analogi. Eftersom metafor är en slags analogi så är figuren också relaterad till topiken.

### Användning
Metaforen används bland annat för att åskådliggöra något; för att förkorta uttryckssättet; för att undvika anstötlighet; för att ge extra eftertryck; för att förringa något, samt för den språkliga utsmyckningens skull. Inte minst i massmedia är metaforer vanliga, där till exempel 'IT-bubbla', 'börskrasch' och 'fotbollsfeber' har använts på slagkraftiga löpsedlar. Det mest kända användningsområdet är annars inom poesin.
Även förolämpningar såsom mansgris, skata, skräcködla, luspudel, stolpskott, snedseglare med flera är exempel på metaforer.

## Den konceptuella metaforen

### Bakgrund
Teorin om konceptuella metaforer representeras ursprungligen av lingvister som George Lakoff och Mark Johnson. Deras tankar har fått stor betydelse för synen på och forskningen om metaforer, inte minst inom kognitiv lingvistik. Lakoff och Johnson menar att vårt vardagliga språk innehåller en stor mängd metaforer, och att dessa, tvärtemot vad man hävdat inom klassisk metaforteori, inte enbart ska betraktas som retoriska figurer som hör hemma inom t.ex. poesin. I stället ser man metaforer som konceptuella strukturer vilka kopplar samman olika begreppsvärldar, och till stor del utgör gränsen för vår kognition.

### Definition
En konceptuell metafor definieras som en mappning (på engelska: mapping) mellan två kognitiva domäner, en källdomän och en måldomän. Dessa representerar olika begreppsvärldar. Källdomänen utgör ofta något konkret och vardagligt, t.ex. resor, medan måldomänen ofta är mer abstrakt, t.ex. livet. Genom mappningen överförs delar av innehållet i källdomänen till måldomänen, så att kunskap, erfarenheter och begrepp från källdomänen används för att organisera innehållet i måldomänen. Den konceptuella metaforen kan ses som en systematisk och asymmetrisk jämförelse mellan två kognitiva domäner.